# Belonopsis juncicola
Belonopsis juncicola är en svampart som beskrevs av Graddon 1990. Belonopsis juncicola ingår i släktet Belonopsis och familjen Dermateaceae.   Inga underarter finns listade i Catalogue of Life.